# SK Vorwärts Steyr
SK Vorwärts Steyr is een Oostenrijkse voetbalclub uit de stad Steyr in Opper-Oostenrijk. Thuiswedstrijden worden in het Vorwärts-stadion gespeeld dat 9.900 plaatsen heeft. Momenteel heeft de club meer dan 2.000 leden.

## Geschiedenis
De club werd op 23 maart 1919 opgericht in de toenmalige Salzburger Bierhalle als Steyrer Fußballklub Vorwärts met clubkleuren rood-wit. De eerste wedstrijd vond plaats op 15 juni 1919 in Linz tegen Linzer ASK en eindigde op 2-2. Naar het einde van de Tweede Wereldoorlog toe fusioneerde de club met aartsrivaal SK Amateure Steyr omdat beide clubs niet genoeg spelers meer hadden. Deze fusie (FC Steyr) werd in de herfst van 1945 ongedaan gemaakt. In 1949 haalde de club de Oostenrijkse bekerfinale en verloor met 2-5 van Austria Wien.
Het volgende seizoen promoveerde de club naar de hoogste klasse maar degradeerde meteen weer. Het duurde tot 1988 vooraleer de club kon terugkeren, dit keer voor een langer verblijf. De beste plaatsen waren de 7de plaats in 1991 en 1992. In 1995 nam de club deel aan de Intertoto Cup en won de groepsfase zonder een nederlaag (1-2 uitoverwinning op Eintracht Frankfurt. De kwalificatie voor de UEFA Cup lukte echter niet door het sterke RC Strasbourg. Het volgende seizoen werd de club laatste in de competitie met slechts 6 punten en zonder overwinning.

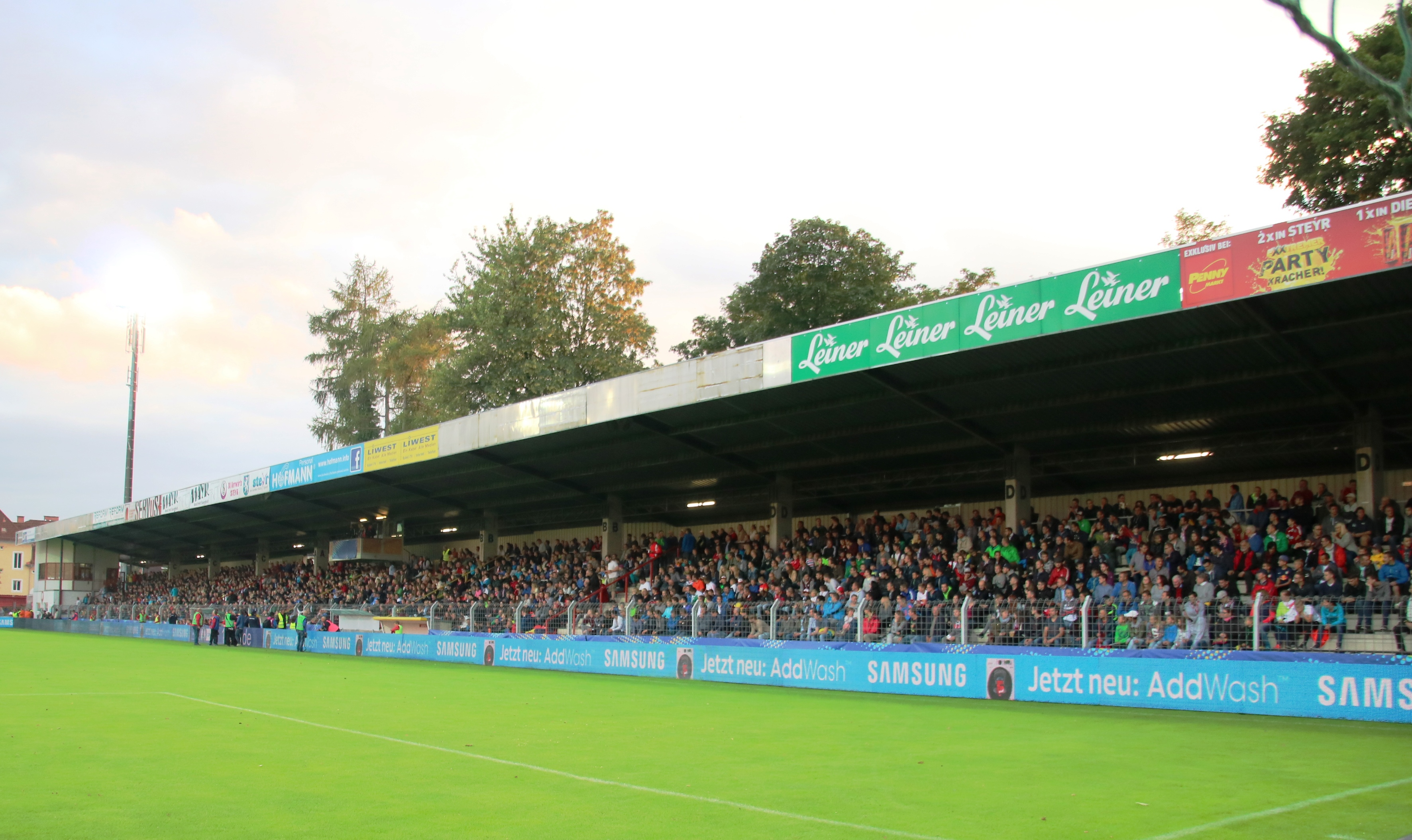
Vorwärts Stadion

In de tweede klasse werd de vicetitel behaald en in de eindronde verloor de club van SCN Admira/Wacker. Na de titel in 1997/98 promoveerde de club voor de voorlopig laatste maal naar de Bundesliga.
Reeds in 1995 had de club diepe schulden van rond de 15 miljoen schilling. De stad Steyr kwam te hulp. In 1998 toen promotie afgedwongen werd leek het alsof de licentie werd ingetrokken, maar dit kon nog voorkomen worden. Het volgende seizoen degradeerde de club meteen weer. De schulden bleven zich opstapelen. Op 11 januari 2000 verloor de club uiteindelijk de licentie.
Na het afsluiten van het faillissementproces begon in 2001 een herstart van de club in de 2e klasse Oost (het achtste niveau van het Oostenrijkse voetbal). Ondanks dat blijft de club een supportersmagneet in de onderste regionen van het Oostenrijkse voetbal en slaagt er zodoende telkens weer in om krantenkoppen in de media te halen. Het ene toeschouwerrecord na het andere wordt gevestigd. In 2007 waren 7000 supporters getuige van de wedstrijd tegen Weißkirchen in de 2e Landesliga (V). Tegelijkertijd met het opbloeien van de fancultuur verliep ook de sportieve comeback van de club. Binnen zes jaar klom Vorwärts drie liga's. Na twee mislukte pogingen waarbij de club als tweede eindigde slaagde men er in om in 2009 te promoveren naar de Oberösterreichische Landesliga (IV).
In 2018 keerde de roemruchte club terug naar de 2. Liga, dat is te danken aan de versoepelde promotieregeling in dat seizoen vanwege de competitiehervorming. De Bundesliga zou uit twaalf clubs gaan bestaan en de 2. Liga zou zestien teams omvatten. Hoewel Vorwärts op de laatste plaats eindigde in het eerste seizoen, hoefde het toch niet te degraderen vanwege een tekort aan promoverende clubs uit de Regionalliga, de licentieverweigering van SC Wiener Neustadt en de verplichte degradatie van Wacker Innsbruck II vanwege het degraderen van de hoofdmacht uit de Bundesliga.
In 2023 volgde als nog degradatie naar de amateurs.

## Erelijst
- ÖFB Pokal

Finalist: 1949
- Kampioen Oberösterreich 13x
- Beker van Oberösterreich 2x

## Overzichtslijsten

### Eindklasseringen vanaf 1950
- 1950 9e
Bundesliga
- 1951 11e
Bundesliga
- 1952 9e
2. Liga
- 1953 6e
2. Liga
- 1954 11e
2. Liga
- 1955 1e
Regionalliga
- 1956 6e
2. Liga
- 1957 5e
2. Liga
- 1958 4e
2. Liga
- 1959 11e
2. Liga
- 1960 9e
2. Liga
- 1961 9e
2. Liga
- 1962 4e
2. Liga
- 1963 4e
2. Liga
- 1964 10e
2. Liga
- 1965 3e
2. Liga
- 1966 3e
2. Liga
- 1967 2e
2. Liga
- 1968 3e
2. Liga
- 1969 12e
2. Liga
- 1970 1e
Regionalliga
- 1971 7e
2. Liga
- 1972 7e
2. Liga
- 1973 10e
2. Liga
- 1974 8e
2. Liga
- 1975 1e
Regionalliga
- 1976 2e
Regionalliga
- 1977 3e
Regionalliga
- 1978 1e
Regionalliga
- 1979 1e
Regionalliga
- 1980 14e
2. Liga
- 1981
Regionalliga
- 1982 1e
Regionalliga
- 1983 6e
2. Liga
- 1984 6e
2. Liga
- 1985 5e
2. Liga
- 1986 2e
2. Liga
- 1987 4e
2. Liga
- 1988 3e
2. Liga
- 1989 9e
Bundesliga
- 1990 10e
Bundesliga
- 1991 7e
Bundesliga
- 1992 7e
Bundesliga
- 1993 8e
Bundesliga
- 1994 8e
Bundesliga
- 1995 8e
Bundesliga
- 1996 10e
Bundesliga
- 1997 2e
2. Liga
- 1998 1e
2. Liga
- 1999 10e
Bundesliga
- 2000 10e
2. Liga
- 2001
n8
- 2002 2e
n8
- 2003 1e
n8
- 2004 6e
n7
- 2005 1e
n7
- 2006 1e
n6
- 2007 2e
n5
- 2008 2e
n5
- 2009 1e
n5
- 2010 3e
Landesliga
- 2011 1e
Landesliga
- 2012 14e
Regionalliga
- 2013 1e
Landesliga
- 2014 12e
Regionalliga
- 2015 2e
Regionalliga
- 2016 12e
Regionalliga
- 2017 6e
Regionalliga
- 2018 3e
Regionalliga
- 2019 16e
2. Liga
- 2020 7e
2. Liga
- 2021 16e
2. Liga
- 2022 9e
2. Liga
- 2023 14e
2. Liga
- 2024
Regionalliga

- Bundesliga
- 2. Liga
- Regionalliga
- Landesliga
- n5
- n8
- n7
- n6

### Seizoensresultaten vanaf 2002
| Seizoen   | №  | Clubs | Divisie               | Duels | Winst | Gelijk | Verlies | Doelsaldo | Punten | Tsch  |
| --------- | -- | ----- | --------------------- | ----- | ----- | ------ | ------- | --------- | ------ | ----- |
| 2001–2002 | 2  | 12    | 2. Klasse Ost (VIII)  | 22    | 15    | 5      | 2       | +53       | 50     |       |
| 2002–2003 | 1  | 12    | 2. Klasse Ost (VIII)  | 22    | 16    | 4      | 2       | +47       | 52     |       |
| 2003–2004 | 6  | 12    | 1. Klasse Ost (VII)   | 22    | 8     | 5      | 9       | +3        | 29     |       |
| 2004–2005 | 1  | 14    | 1. Klasse Ost (VII)   | 26    | 21    | 4      | 1       | +66       | 67     |       |
| 2005–2006 | 1  | 14    | Bezirksliga Ost (VI)  | 26    | 17    | 6      | 3       | +46       | 57     |       |
| 2006–2007 | 2  | 14    | 2. Landesliga Ost (V) | 26    | 17    | 4      | 5       | +34       | 55     |       |
| 2007–2008 | 2  | 14    | 2. Landesliga Ost (V) | 26    | 14    | 8      | 4       | +25       | 50     |       |
| 2008–2009 | 1  | 14    | 2. Landesliga Ost (V) | 26    | 16    | 6      | 4       | +25       | 54     |       |
| 2009–2010 | 5  | 14    | OÖ Liga (IV)          | 26    | 12    | 6      | 8       | +16       | 42     |       |
| 2010–2011 | 1  | 14    | OÖ Liga (IV)          | 26    | 15    | 10     | 1       | +35       | 55     |       |
| 2011–2012 | 14 | 16    | Regionalliga Mitte    | 30    | 6     | 9      | 15      | −22       | 27     |       |
| 2012–2013 | 1  | 14    | OÖ Liga (IV)          | 26    | 18    | 2      | 6       | +18       | 56     |       |
| 2013–2014 | 12 | 16    | Regionalliga Mitte    | 30    | 11    | 4      | 15      | 37–47     | 37     | 1.603 |
| 2014–2015 | 2  | 16    | Regionalliga Mitte    | 30    | 18    | 5      | 7       | 46–30     | 59     | 1.049 |
| 2015–2016 | 12 | 16    | Regionalliga Mitte    | 30    | 9     | 7      | 14      | 36–49     | 34     | 1.027 |
| 2016–2017 | 6  | 16    | Regionalliga Mitte    | 30    | 12    | 8      | 10      | 56–49     | 44     |       |
| 2017–2018 | 3  | 16    | Regionalliga Mitte    | 30    | 17    | 4      | 9       | 70–38     | 55     |       |
| 2018–2019 | 16 | 16    | 2. Liga               | 30    | 5     | 6      | 19      | 32–68     | 21     | 1.566 |
| 2019–2020 | 7  | 16    | 2. Liga               | 30    | 11    | 8      | 11      | 42–36     | 41     | 969   |
| 2020–2021 | 16 | 16    | 2. Liga               | 30    | 7     | 9      | 14      | 30-55     | 30     |       |
| 2021–2022 | 10 | 16    | 2. Liga               | 30    | 10    | 7      | 13      | 39-52     | 37     |       |
| 2022–2023 | 14 | 16    | 2. Liga               | 30    | 8     | 8      | 14      | 36-54     | 32     |       |
| 2023–2024 | .  | 16    | Regionalliga Mitte    | 30    |       |        |         | –         | ..     |       |

### SK Vorwärts in Europa
Groep = groepsfase, 1/8 = achtste finale, T/U = Thuis/Uit, W = Wedstrijd, PUC = punten UEFA coëfficiënten .
Uitslagen vanuit gezichtspunt SK Vorwärts Steyr
| Seizoen | Competitie    | Ronde         | Land                 | Club                | Totaalscore | 1e W    | 2e W | PUC |
| ------- | ------------- | ------------- | -------------------- | ------------------- | ----------- | ------- | ---- | --- |
| 1991    | Mitropacup    | Groep A       | Vlag van Italië      | Torino Calcio       | 0-1         | 0-1 (U) |      | 0.0 |
|         |               | Groep A (3e)  | Vlag van Hongarije   | Veszprémi LC        | 2-2         | 2-2 (T) |      | 0.0 |
| 1995    | Intertoto Cup | Groep 12      | Vlag van Duitsland   | Eintracht Frankfurt | 2-1         | 2-1 (U) |      | 0.0 |
|         |               | Groep 12      | Vlag van Bulgarije   | Spartak Plovdiv     | 2-0         | 2-0 (T) |      | 0.0 |
|         |               | Groep 12      | Vlag van Griekenland | Iraklis Saloniki    | 3-0         | 3-0 (T) |      | 0.0 |
|         |               | Groep 12 (1e) | Vlag van Litouwen    | FK Panerys Vilnius  | 1-1         | 1-1 (U) |      | 0.0 |
|         |               | 1/8           | Vlag van Frankrijk   | RC Strasbourg       | 0-4         | 0-4 (U) |      | 0.0 |

Zie ook:
- Deelnemers UEFA-toernooien Oostenrijk
- Ranglijst van alle clubs die in de diverse Europa Cups zijn uitgekomen

## Bekende (ex-)spelers
- Alain De Nil
- Didier Frenay